# Formica subpilosa
Formica subpilosa är en myrart som beskrevs av Mikhail Dmitrievich Ruzsky 1902. Formica subpilosa ingår i släktet Formica och familjen myror.

## Underarter
Arten delas in i följande underarter:
- F. s. clarissima
- F. s. litoralis
- F. s. pamirica
- F. s. subpilosa